# Jürgen Wagner (Aussteiger)

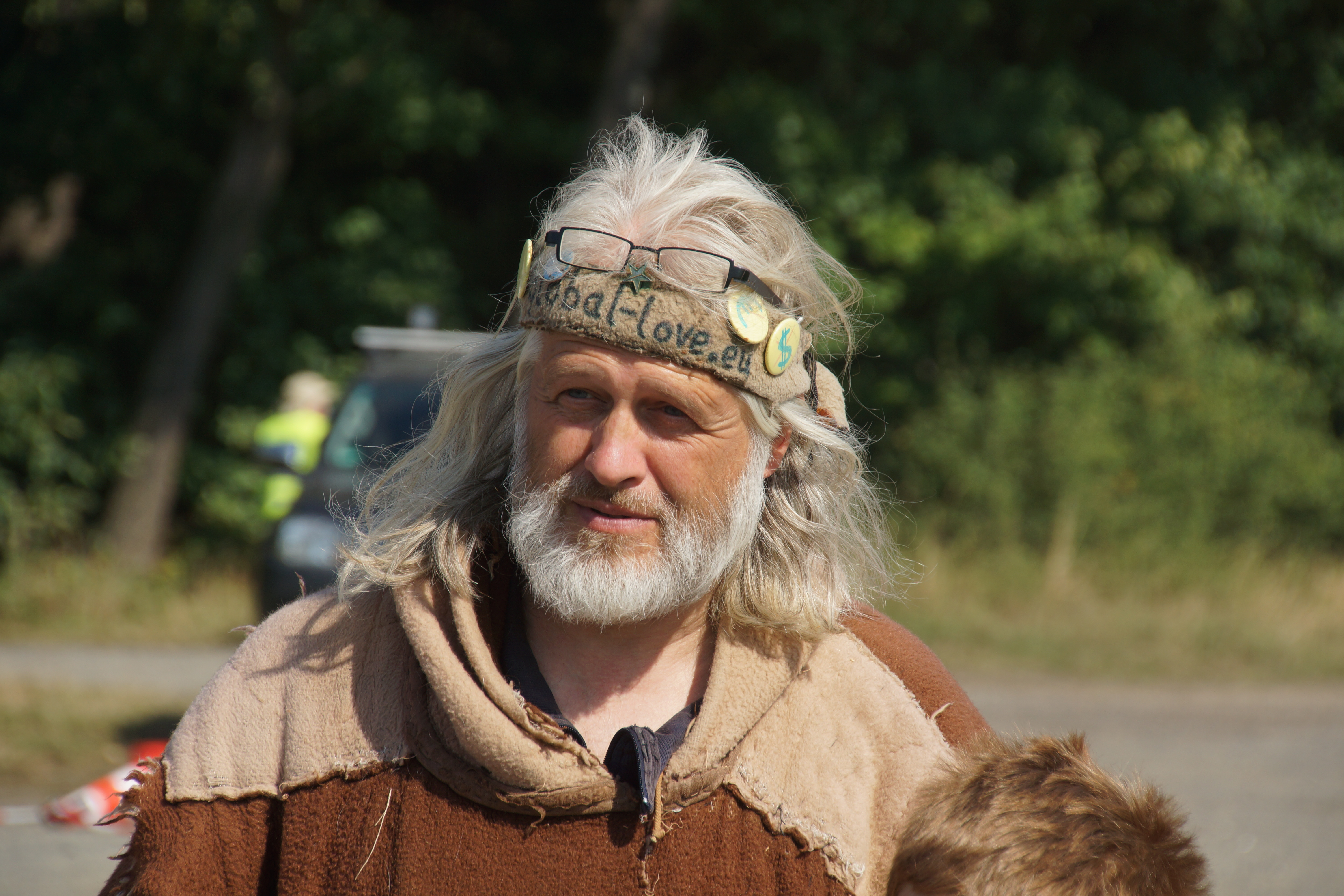
Jürgen Wagner, 2020

Jürgen Wagner (Eigenname: Öff! Öff!; * 12. Mai 1964 in Gelsenkirchen) ist ein deutscher Aussteiger und Vertreter der „Schenkerbewegung“.

## Leben
Jürgen Wagner wuchs als ältester von vier Söhnen eines Bankangestellten und einer Sekretärin in Gladbeck im Ruhrgebiet auf. Er besuchte das Gladbecker Ratsgymnasium und machte dort 1983 sein Abitur. Anschließend studierte er als Priesteramtskandidat des Bistums Essen  katholische Theologie und Philosophie an der Universität Tübingen und der Ruhr-Universität Bochum. Während der Bochumer Studienzeit lebte er im Bischöflichen Studienkolleg in Bochum-Querenburg. Sein Studium schloss er 1988 an der Fakultät für katholische Theologie der Ruhr-Universität bei Franz Josef Stegmann mit dem Diplom ab. Seine Diplomarbeit trug den Titel Mahatma Gandhis Vorstellung von Gerechtigkeit und ihre Aufnahme im (katholisch-)christlichen Raum.

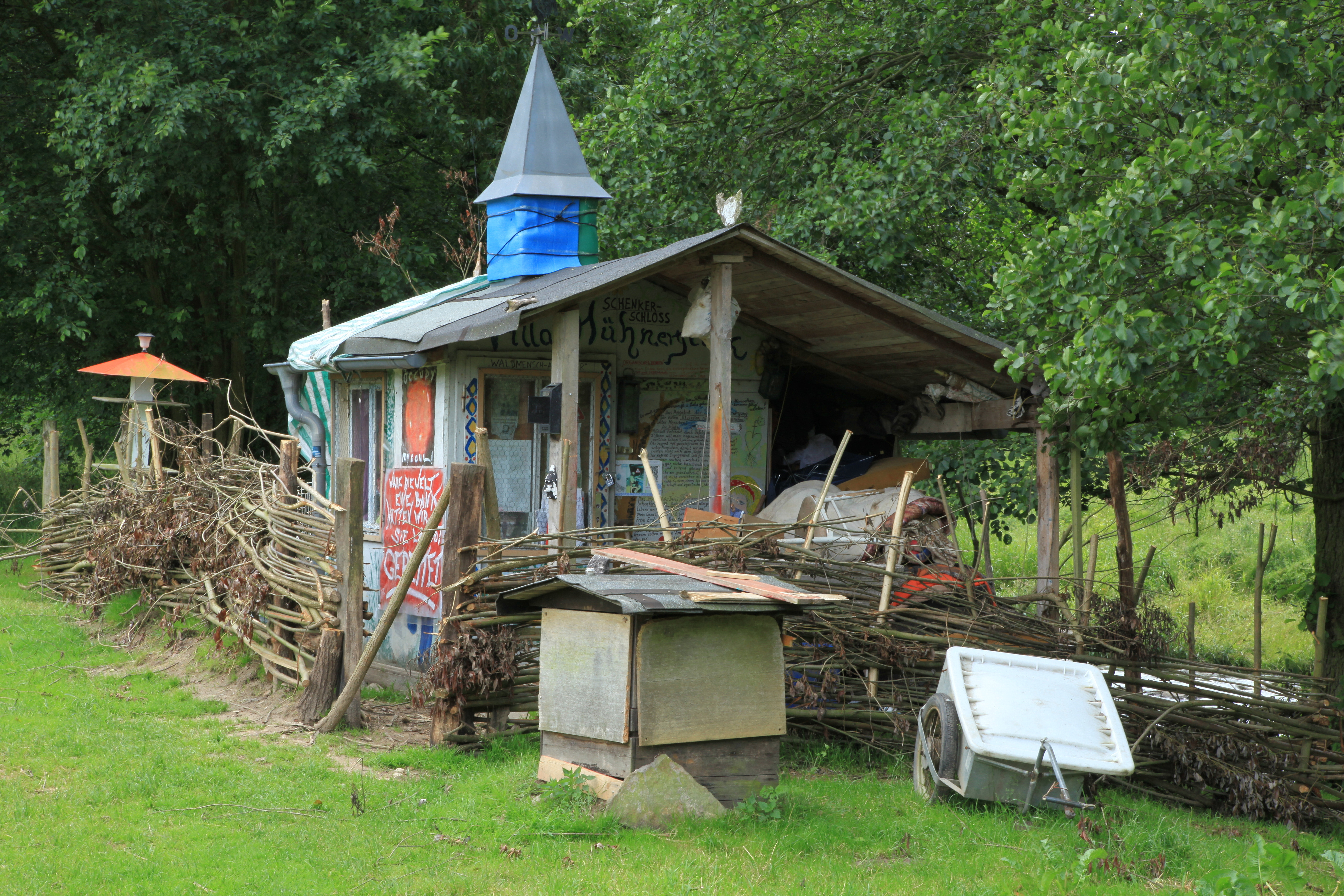
Wagners „Villa Hühnerglück“ in der Georgewitzer Skala

Von 1988 bis 1991 lebte und arbeitete er in Kamp-Lintfort am damaligen Emmaus-Zentrum Dachsberg der Emmaus-Bewegung, das er im Zuge seiner Recherchen zur Diplomarbeit kennengelernt hatte. Dort leistete er zudem von 1988 bis 1990 seinen Zivildienst ab. Ende 1991 entschloss er sich zusammen mit seinem früheren Schulkameraden Carsten Schröder, aus der bürgerlichen Gesellschaft auszusteigen. Nach eigenen Angaben verschenkten beide ihr Eigentum, sandten ihre Ausweise an den Bundespräsidenten und gingen als „Pilger und bettelnde Wanderprediger“ auf die Straße.
Seiner Darstellung nach war Wagner dann mehrere Jahre ohne Obdach in ganz Deutschland unterwegs und wurde dabei zeitweise von Schröder begleitet, der das Leben auf der Straße später aufgab. Gleichzeitig bemühte Wagner sich darum, die Idee einer „Schenker-Bewegung“ publik zu machen und engagierte sich zudem als Aktivist bei verschiedenen sozialen Projekten. Später zog er in die Oberlausitz in einen Wald bei Löbau und lebte dort in einer selbstgebauten Behelfshütte in der Georgewitzer Skala. Er ernährte sich unter anderem von Würmern, Schnecken, Pflanzen und Pilzen, aber auch von weggeworfenen Lebensmitteln sowie von Lebensmittelspenden.
Wagner bietet seit 2009 Interessierten Beratung und Lebenshilfe an. Darüber hinaus stieß er das Projekt „Haus der Gastfreundschaft“ in Dargelütz bei Parchim, Mecklenburg, für obdachlose und in Not geratene Menschen an. Im Laufe der Jahre entwickelte sich das Projekt „Haus der Gastfreundschaft“ beziehungsweise das durch Hinzukommen einiger Nachbarhäuser erweiterte „Dargelütz-Projekt der Schenker-Bewegung“ dahingehend, dass dort aufgenommene Menschen in weitgehender Selbstorganisation die Projektgestaltung übernommen haben und Wagner nur noch gelegentlich anwesend ist.
2004 wurde Wagner Vater einer Tochter. 2008 verklagte ihn seine frühere Lebensgefährtin auf Anerkennung der Vaterschaft. Wagner wurde vom Amtsgericht Eschwege verurteilt, für seine Tochter vom Tag ihrer Geburt an Unterhalt zu zahlen. Nach Auffassung des Gerichts sollte sich der mittellose Wagner um Arbeit bemühen, um monatlich etwa 200 Euro zu zahlen.
2009 kam es auch zu einer Anzeige gegen Wagner von einer Ex-Partnerin wegen Verbreitung von Pornographie. Es ging um eine DVD mit persönlichen Aufnahmen, die bei einem Freund deponiert gewesen war. Wagner wurde freigesprochen. Im Februar 2012 durchsuchte die Polizei erfolglos seinen Wohnort nach einer Schusswaffe.
Wagner lebt bei seiner Frau Anke Rochelt und ihrem 2011 geborenen gemeinsamen Sohn in Stadtallendorf. Er betreibt zusammen mit seiner Frau die „ganzheitliche Zukunfts-Werkstatt“ „Lilitopia“, die Literatur über die Schenker-Bewegung publiziert. Ein erstes Ergebnis ist die erweiterte Ausgabe der Diplomarbeit von Anke Rochelt unter dem Titel: „Bildung für ganzheitliche Nachhaltigkeit bzw. globale Verantwortung. 'Globale Identifikation' statt 'Bruchstücksdenken oder -Vergeltung'“. Er hält sich nur noch zeitweilig im Skalatal in Löbau auf.
Im Januar 2014 war Wagner zu Gast in der Fernsehshow von Olaf Schubert (Olaf verbessert die Welt! Die Schubert Liveshow).
Im Februar 2015 besuchte Jürgen Wagner wieder einmal sein „Biotopia-Projekt“ in der Georgewitzer Skala in Sachsen, wobei es zu Schlagzeilen in den Medien kam, weil ihm wegen GEZ-Forderungen das Einschreiten einer Gerichtsvollzieherin angedroht wurde. Zeitungen und Fernsehen schalteten sich ein und ein „bekannter Dresdner Anwalt“ (der „Öff Öff“ schon früher verteidigt hatte) erklärte sich bereit, die rechtliche Vertretung auch diesmal zu übernehmen. Wagner warb gleichzeitig in den Medien für seine Veranstaltung „Real-Newtopia“, ein Kontrastprogramm zur Sat.1-Sendung Newtopia: In der Doku-Soap „soll eine bestimmte Zahl von Menschen, sich selbst überlassen, in der Natur leben und sich versorgen“. Wagner möchte mit seiner Veranstaltung in der Nähe von Marburg „nach eigener Darstellung tatsächlich zeigen, wie ein alternatives Leben möglich ist“.
Im Juni 2015 berichtete die Presse über die Entwicklung dieses „Real-Utopia“-Projekts auf einer verwilderten Wiese am Rande von Marburg, dass „eine Gruppe lokaler Aktivisten“ eine „Interessengemeinschaft Perma-Oase Ockershausen“ als Unterstützerverein und Pächter der Wiese („Perma-Oase“) gegründet hatte und gemeinsam mit Jürgen Wagner in Verhandlungen mit Kritikern und Befürwortern getreten war. Die Gruppe wolle durch eine „Modell- und Bildungslandschaft“, auch für Schulen und Universität, das moderne ökologische Anbau-Konzept ganzheitlicher „Permakultur“, d. h. weitgehende Naturintegration, als Beitrag für das „integrierte Klimaschutz-Konzept der Stadt Marburg“ vordemonstrieren. Wagner wolle dafür z. B. erklären, wie man „so bescheiden und unabhängig wie möglich“ leben und u. a. sich von „Unkraut“ (Wildkräutern) ernähren könne usw. Kritiker erhoben „naturschutzrechtliche und … ordnungsrechtliche“ Bedenken und wandten ein, dass sich auf dem verwilderten Gelände wohl kaum noch „etwas pflanzen lasse“, auch „nicht jeder einfach so überall seine Zelte aufbauen“ könne, Nachbarn wegen ihrer Kinder beunruhigt seien, „dass dort ein fremder Mann in freier Natur hause“, dem Verein „Seriosität fehlen“ könne usw. Der Bürgermeister von Marburg kündigte einen klärenden Besuch auf der Wiese an, erklärte, dass er den Sprecher des Vereins als „ernsthaften Verfolger naturschutzrechtlicher Absichten“ kenne, „Selbstversorgungsinitiativen wohlwollend gegenüberstehe“ und auch „den pädagogischen Anlass für förderungswürdig halte“. Da das jetzige Projektgrundstück aber wegen fehlenden Sanitäranlagen und fehlendem eigenem Zugangsweg für Schulbesuche problematisch sein könne, wolle die Stadt in ca. 500 m Entfernung „ein alternatives Grundstück anbieten“.
In den Jahren 2016 und 2017 gab es erneut einige Medienveröffentlichungen über „Öff Öff“, die Schenker-Bewegung und das Real-Utopia-Projekt, wozu Wagner eine Auflistung mit Verlinkungen und z. T. auch Belegen und Kommentaren in seinem Blog veröffentlicht hat. Tanja Heller gab das Buch Einfach leben. Geschichten vom Aussteigen. Mit Texten von Marc Bielefeld, Öff Öff u. a. heraus, Uwe Haspel publizierte die zweite Auflage der „Chronik der Schenkerbewegung Teil 1 1991–2004“. Außerdem erschien eine soziologische Studie über Aussteiger von Sascha Bachmann mit dem Titel: Flucht vor der Zivilisation. Untersuchung gesellschaftlichen Aussteigens und zwanghafter Selbstverwirklichung. Darin geht es vor allem um Jürgen Wagner, den, wie er in seinem Blog schrieb, erschreckt, dass ein Soziologe solche Ausstiegs-Konzepte als „überdrehten Welt-Rettungs-Hype“ mit „Nordkorea-Gefahr“ hinzustellen versuche. Andere Wissenschaften (beispielsweise die Entwicklungspsychologie) kämen zu dem Ergebnis, dass echte Verantwortungsreife bei fast keinen Menschen gegeben sei. Vor diesem Hintergrund brauche man sich über den bedenklichen Zustand der Welt nicht zu wundern. In „Spiegel online“ erschien ein Artikel, der „Öff Öff“ im Vergleich zu anderen bekannten Aussteigergestalten beschreibt, mit dem Titel: Öff Öff, der Aussteiger. Der Wald ist nicht genug. Es gab auch einige TV-Beiträge: Im öffentlich-rechtlichen Fernsehen eine Sendung des NDR „Besuch beim Waldmensch Öff Öff“, im WDR die Sendung „Das Experiment – Mein Leben als Selbstversorger“, wo u. a. gezeigt wird, wie ein Vater und seine Tochter bei Jürgen Wagner herausfordernde Selbstversorgungserlebnisse durchmachen, und im ZDF eine Sendung, wo jemand bei „einem der radikalsten Aussteiger in Deutschland“ einen „Ausstieg auf Zeit“ probiert.

## Positionen, Schenker-Bewegung
Wagner lehnt die Konsumgesellschaft ab und geht davon aus, dass diese die Welt langfristig zerstören werde. Als Alternative schlägt er eine Welt der Schenkökonomie vor, denn er glaubt, dass Geschenke austauschen bedeutet, miteinander in Liebe umzugehen. Dabei schwebt ihm eine „möglichst unideologische“ und konsensoffene „Schenker-Bewegung“ vor, als eine „Bewegung von Menschen, die mit anderen nur noch Geschenke austauschen möchten, um insgesamt verantwortlich zu leben“.
Bisher hat Wagner allerdings kaum Mitmachende gefunden, die seinen Weg als „(existentieller) Schenker“ mitgehen. Das bedeutet nach seinem Verständnis, ohne Geld und unmittelbaren Tausch zu leben, sondern nur mit Blick aufs Ganze („globale Liebe“) und nicht auf das, was man unmittelbar zurückbekommt. Letzteres führt in seinen Augen zu „Vergeltungsrechnungen“, welche die Menschen vom großen und entscheidenden Ziel ablenken.
Er hat aber, was neben den „Schenkern“ die zweite Untergruppe in der Schenker-Bewegung ist, schon einige sogenannte
„Schenker-Verbündete“ gefunden, damit sind Menschen gemeint, die den Schenkeridealen zustimmen, egal, wie viel sie davon verwirklichen. Aus der Schenker-Bewegung ist mittlerweile ein Netzwerk aus Vereinen und Gemeinschaftsprojekten geworden: Es gibt drei Vereine (den als gemeinnützig anerkannten „Verein zur Förderung des Schenkens VFS e. V.“, den ebenso gemeinnützigen „Verein pro Beutelsbacher Konsens VBK e. V.“, und den „Förderverein der Schenker-Bewegung FdSB e. V.“), sowie ca. zehn Versuche von Gemeinschaftsprojekten in verschiedenen Teilen Deutschlands, wozu auch die oben schon genannten Projekte „Haus der Gastfreundschaft“ und „Lilitopia“ gehören.